# Katholische Fraktion
Die katholische Fraktion im preußischen Abgeordnetenhaus entstand 1852 und bestand bis 1867. Sie war von Bedeutung für die Entwicklung des politischen Katholizismus und war eine indirekte Vorgängerin der Zentrumspartei.

## Hintergründe
Die Ursache für das Entstehen der Fraktion waren zwei Erlasse des preußischen Kultusministeriums. Dabei ging es um die Beschränkung der Volksmission durch die Jesuiten und eine Erschwerung des Studiums von preußischen Theologen am Collegium Germanicum in Rom. Insbesondere unter den Katholiken in Rheinland und Westfalen löste dies Erinnerungen an die Konflikte zwischen Staat und Kirche in den Kölner Wirren von 1837 aus. 

## Gründung und Ziele
Im preußischen Abgeordnetenhaus schlossen sich auf Initiative von August und Peter Reichensperger, Hermann von Mallinckrodt sowie dem Domkapitular Kaspar Franz Krabbe daraufhin 64 katholische Parlamentarier, unter ihnen der Abgeordnete Karl Alexander Schmidt, zusammen. Zwar wurden auch nichtkatholische Abgeordnete zum Beitritt aufgefordert, aber die Resonanz blieb aus. 
Ihr Ziel war es, die Rechte der Kirche und die entsprechenden Grundrechtsartikel der preußischen Verfassung zu verteidigen. In der Praxis setzte sie sich für den Erhalt des katholischen Einflusses auf die Schulen besonders ein. Die Mehrheit der Fraktion war mit Ausnahme der konfessionellen Fragen gemäßigt liberal eingestellt. Im Gegensatz etwa zu einem beträchtlichen Teil der Altliberalen war ein Großteil der Abgeordneten der katholischen Fraktion großdeutsch eingestellt. 
Im Jahr 1859 benannte sich die Fraktion um in: „Fraktion des Zentrums (katholische Fraktion).“ Damit tat sie einen ersten Schritt hin auf dem Weg zu einer politischen Partei. Der Begriff des Zentrums meinte eigentlich nur die Sitzordnung. Er gab aber auch die politische Position der Fraktion wieder. Sie konnte je nach Frage sowohl mit der parlamentarischen Linken wie auch mit der Rechten stimmen.

## Struktur
Auch in Hinblick auf die Zusammensetzung ähnelte die Fraktion der späteren Zentrumspartei. Ihr regionaler Schwerpunkt lag im Rheinland und Westfalen. Von 63 Abgeordneten aus der Rheinprovinz gehörten 1853 36 zur katholischen Fraktion und 17 zu den Altliberalen. In Westfalen gehörten von 31 Abgeordnete 16 zur katholischen Fraktion und 11 zu den Altliberalen. In sozialer Hinsicht waren der katholische Adel, Besitz- und Bildungsbürgertum aber auch Kleinbürger vertreten.

## Niedergang
Als während des preußischen Verfassungskonflikts die innenpolitische Konfliktlage sich auf den Gegensatz von Liberalen und Regierung zuspitzte, ging die Zahl der Abgeordneten der katholischen Fraktion zurück. Zwischen 1867 und 1870, als die Zentrumspartei entstand, gab es weder im preußischen Abgeordnetenhaus noch im Reichstag des Norddeutschen Bundes eine katholische Fraktion.